# Humberto Salvador

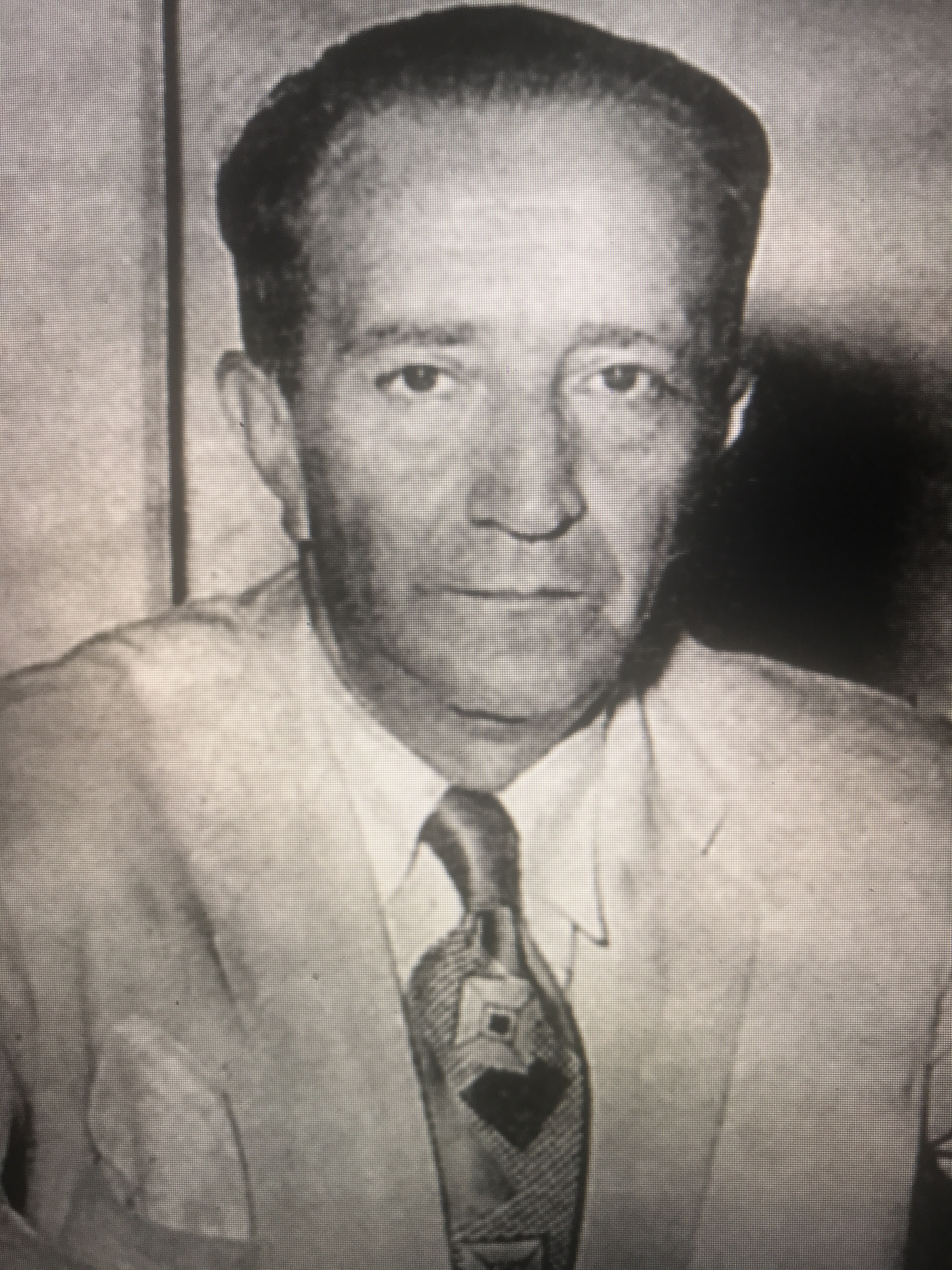
Humberto Salvador

Humberto Salvador (* 25. Dezember 1909 in Guayaquil, Provinz Guayas; † 1982) war ein ecuadorianischer Schriftsteller.
Salvador studierte Rechtswissenschaften, Medizin und Psychologie an der Universidad Central del Ecuador in Quito. Er schloss sein Jurastudium erfolgreich ab, wurde sogar als Anwalt zugelassen, aber er übte diesen Beruf nie aus. Nachdem er einige Jahre in Quito gelebt hatte, bekam er in seiner Heimatstadt eine Anstellung als Direktor einer Schule. Später betraute man ihn in Guayaquil mit der Leitung der städtischen Schulbehörde.
Daneben gründete Salvador die Zeitschrift „La Semana“ und fungierte jahrelang als ihr wichtigster Redakteur. Sein Debüt als Schriftsteller hatte er mit einem Theaterstück, das allerdings nie aufgeführt wurde.

## Rezeption
Da sich nach Salvadors Meinung in seinem Land keine passende Bühne fand, gab er das Verfassen von Theaterstücken auf und verlegte sich auf erzählende Prosa. In seinen frühen Roman – z. B. „Camarada“ – beschreibt er beinahe analysierend die bürgerliche Gesellschaft in einer Art marxistischer Gesellschaftskritik und Freudscher Psychoanalyse.
In seinem Roman „Noviembre“ verarbeitet Salvador die Diktatur von Präsident Federico Páez. Mit Ironie enttarnt er die vielbeschworene Gefahr des Kommunismus in seinem Land als Vorwand von Politikern im Amt zu bleiben. Sein Einfühlungsvermögen und seine genauen Kenntnisse der Umstände, verhindern, dass „Noviembre“ zu einer aussagelosen Satire verkommt.
Salvador war ein großer Bewunderer Thomas Manns. 1943 setzte er dem verehrten Schriftsteller ein kleines Denkmal. In einer Schlüsselszene seines „Prometeo“ erwirbt der Schulinspektor Carlos für ein Monatsgehalt von 70 Sucres eine Ausgabe des „Zauberbergs“ und sechs Jahre später gestaltete Salvador seinen Roman „La fuente clara“ nach dem Zauberberg; er ließ die Handlung in einem Kurort Ecuadors spielen.

## Werke (Auswahl)
Romane
- Camarada. 1933.
- La fuente clara. 1946.
- Noviembre. 1939.
- Prometeo. 1943.
- Trabajadores. Recuredos de un muchado desvalido. 1935.

Sachbücher
- Esquema sexual. 1939.
- Freud o el psicoanálisis.
- Los fundamentos de psicoanálisis. 1947.
- Panorama de relato en Chile.

Theaterstücke
- Amor la zarpa.
- El miedo de amor.
- Un preludio de Chopin.